# II Liceum Ogólnokształcące im. dr. Władysława Pniewskiego w Gdańsku
II Liceum Ogólnokształcące im. dr. Władysława Pniewskiego – szkoła średnia w Gdańsku. Przed laty szkoła wchodziła w skład Zespołu Szkół Ogólnokształcących Nr 4 w Gdańsku.

## Motto szkoły
”Szkoła z tradycją i otwarta na przyszłość„
”Szkoła to ludzie„
”Quidquid discis tibi discis„

## Rankingi
W ostatnich latach Gdańska Dwójka w Rankingu Liceów „Perspektyw” uzyskała następujące wyniki:
| Rok  | Miejsce w województwie | Miejsce w Gdańsku |
| ---- | ---------------------- | ----------------- |
| 2011 | 10.                    | 5.                |
| 2012 | 9.                     | 5.                |
| 2013 | 6.                     | 4.                |
| 2014 | 7.                     | 4.                |
| 2015 | 6.                     | 4.                |
| 2016 | 8.                     | 4.                |
| 2017 | 6.                     | 4.                |
| 2018 | 7.                     | 4.                |

## Progi punktowe

### Progi punktowe w 2017 r.
| Klasa                                             | Próg punktowy w r. 2017 | Średnia punktów w r. 2017 |
| ------------------------------------------------- | ----------------------- | ------------------------- |
| 1A (politechniczna program autorski z matematyki) | 177,20                  | 185,12                    |
| 1B (humanistyczna)                                | 158,00                  | 165,86                    |
| 1C+D (biologiczno-chemiczna)                      | 163,20                  | 172,10                    |
| 1E (menadżerska)                                  | 166,00                  | 172,84                    |
| 1F (politechniczna program autorski z fizyki)     | 166,80                  | 172,94                    |

W 2017 II LO zajęło trzecie miejsce wśród gdańskich liceów w zestawieniu Collegium Gedanense analizującym wysokość progów punktowych (pierwsza była Topolówka, a drugie – V LO).

### Progi punktowe w 2018 r.
| Klasa                                                      | Próg punktowy w r. 2018 | Średnia punktów w r. 2018 |
| ---------------------------------------------------------- | ----------------------- | ------------------------- |
| 1A (politechniczna program autorski z matematyki i fizyki) | 170,00                  | 179,31                    |
| 1B (humanistyczna)                                         | 155,40                  | 165,41                    |
| 1C+D (biologiczno-chemiczna)                               | 153,00                  | 172,01                    |
| 1E (menadżerska)                                           | 166,80                  | 173,25                    |
| 1F (menedżerska dwujęzyczna z j.niemieckim)                | 146,80                  | 167,34                    |

## Znani absolwenci
- Grzegorz Berendt[11] – profesor Uniwersytetu Gdańskiego, badacz historii Pomorza i Żydów w XX wieku, naczelnik pionu edukacyjno-naukowego gdańskiego oddziału IPN
- Jan Krzysztof Bielecki[11] – polityk, były premier RP
- Michał Chaciński – krytyk filmowy, dyrektor artystyczny Festiwalu Polskich Filmów Fabularnych w Gdyni
- Cezary Dąbrowski[11] – polityk, ekonomista, były wojewoda pomorski
- Tadeusz Dmochowski – politolog, profesor UG
- Eugeniusz Głowski – kompozytor
- Tadeusz Figiel – matematyk
- Bogdan Justynowicz – poeta
- Anna Kerth[11] – aktorka
- Jan Kozłowski[11] – polityk, były prezydent Sopotu, były marszałek województwa pomorskiego, europoseł
- Hanna Mazur-Marzec – oceanograf, profesor UG
- Piotr Ołowski[11] – polityk, były wojewoda pomorski
- Bogusława Pawelec[11] – aktorka
- Antoni Pawlak[11] – poeta, publicysta
- Piotr Przyborek[12] – biskup pomocniczy gdański
- Łukasz Rogiński – malarz, grafik i ceramik
- Jarosław Sellin – dziennikarz, działacz polityczny
- Zbigniew Semadeni – matematyk
- Piotr Soyka[11] – były prezes zarządu Gdańskiej Stoczni „Remontowa” S.A.
- Wojciech Szeląg – dziennikarz, prezenter telewizyjny
- Bogusław Śmiechowski - pedagog, popularyzator muzyki
- Piotr Świąc[11] – dziennikarz, prezenter telewizyjny
- Wojciech Wiewiórowski – Generalny Inspektor Ochrony Danych Osobowych, Zastępca Europejskiego Inspektora Ochrony Danych
- Tomasz Wołek[11] – dziennikarz, komentator sportowy
- Andrzej Zaniewski[11] – pisarz